# Tournament Players Club

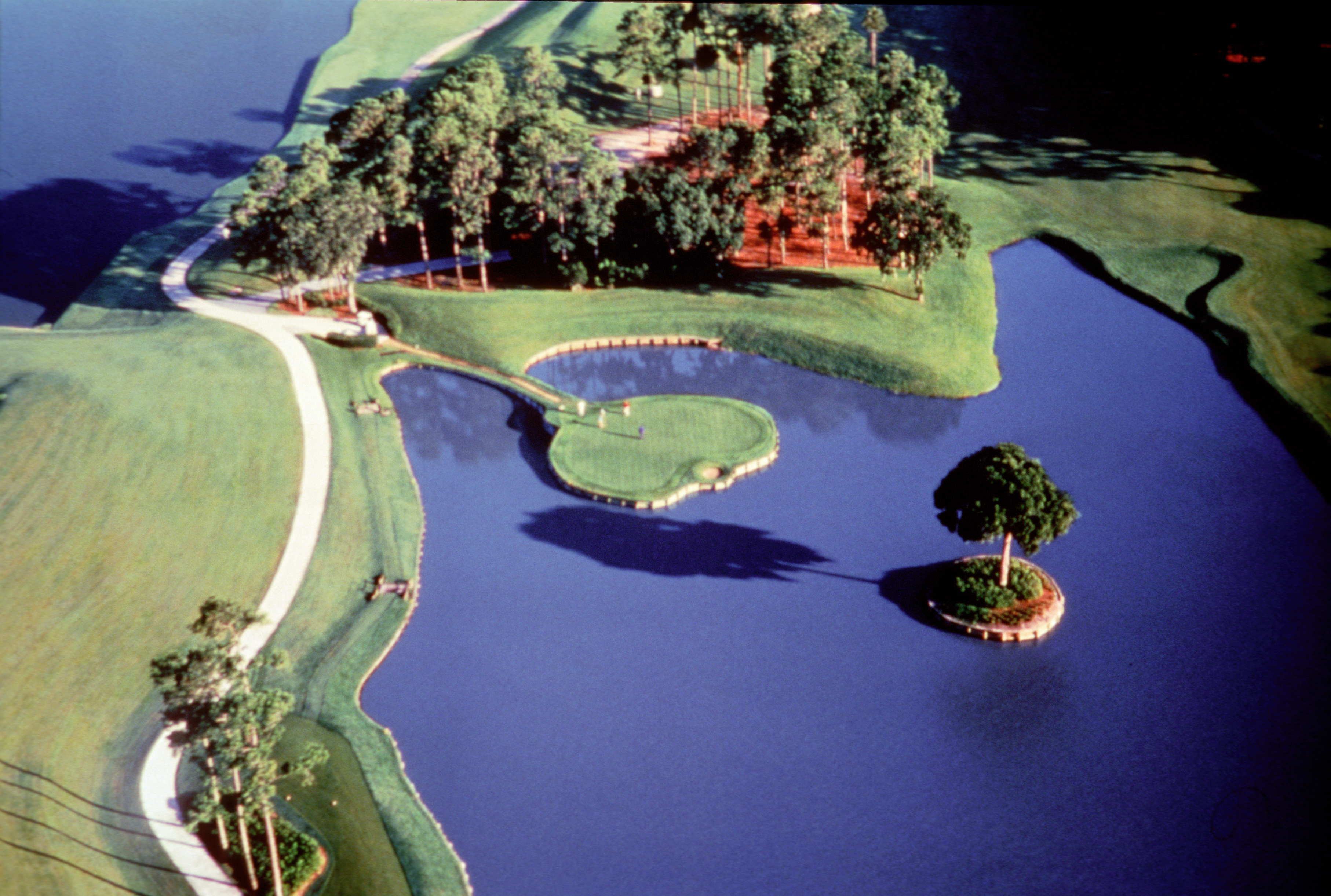
TPC Sawgrass, hole 17

De Tournament Players Club (TPC) is een countryclub of een golfclub die een of meerdere golfbanen hebben. De TPC wordt door de Amerikaanse PGA Tour beheerd.
De meeste TPC-banen worden gebruikt voor toernooien van de PGA Tour, de Nationwide Tour of de Champions Tour.    
De eerste TPC baan was de TPC at Sawgrass in Ponte Vedra Beach, Florida. De aanleg werd in 1979 gestart en hier is nu het hoofdkantoor gevestigd van de PGA Tour. De laatste aanwinst was de Old White TPC in 2011. Aan het exploiteren van eigen banen zijn twee grote voordelen verbonden, het is kostenbesparend en zij zijn geschikt voor veel publiek.

## TPC banen
Besloten banen
- TPC Boston, Norton, Massachusetts
- TPC Craig Ranch, McKinney, Texas
- TPC Eagle Trace, Coral Springs, Florida
- TPC Jasna Polana, Princeton, New Jersey
- TPC Michigan, Dearborn, Michigan
- TPC Piper Glen, North Carolina
- TPC Potomac, Potomac, Maryland
- TPC Prestancia, Sarasota, Florida: Stadium Course en Club Course
- TPC River Highlands, Cromwell, Connecticut
- TPC River's Bend, Cincinnati, Ohio
- TPC San Antonio, San Antonio, Texas
- TPC Snoqualmie Ridge, Snoqualmie, Washington
- TPC Southwind, Memphis, Tennessee
- TPC Stonebrae, Hayward, Californië
- TPC Sugarloaf, Duluth, Georgia: 3 banen: Meadows, Stables en Pines
- TPC Summerlin, Las Vegas, Nevada
- TPC Treviso Bay, Naples, Florida
- TPC Twin Cities, Blaine, Minnesota
- TPC Valencia, Valencia, Californië
- TPC Wakefield Plantation, Raleigh, North Carolina

Openbare banen

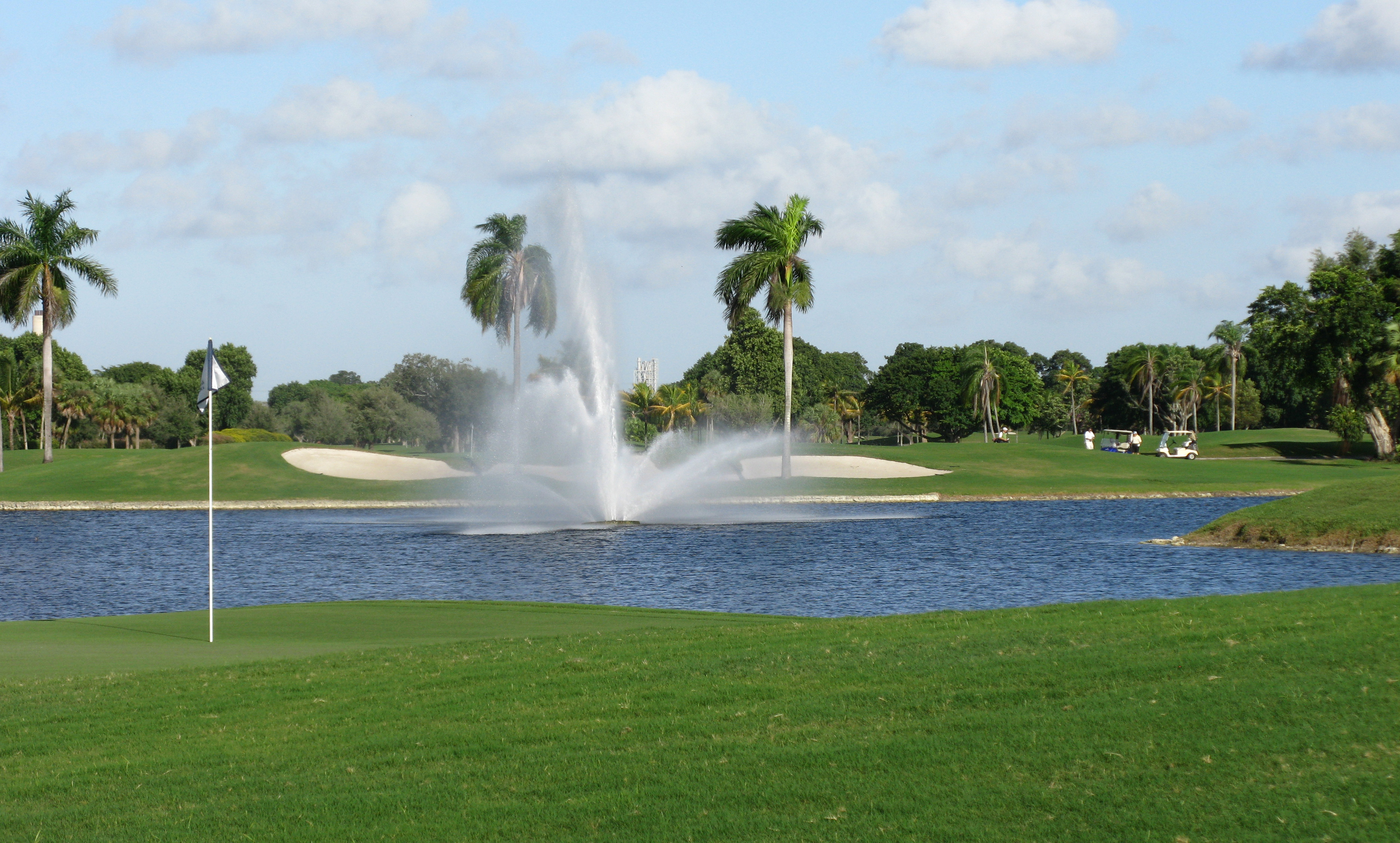
Blue Monster, hole 18

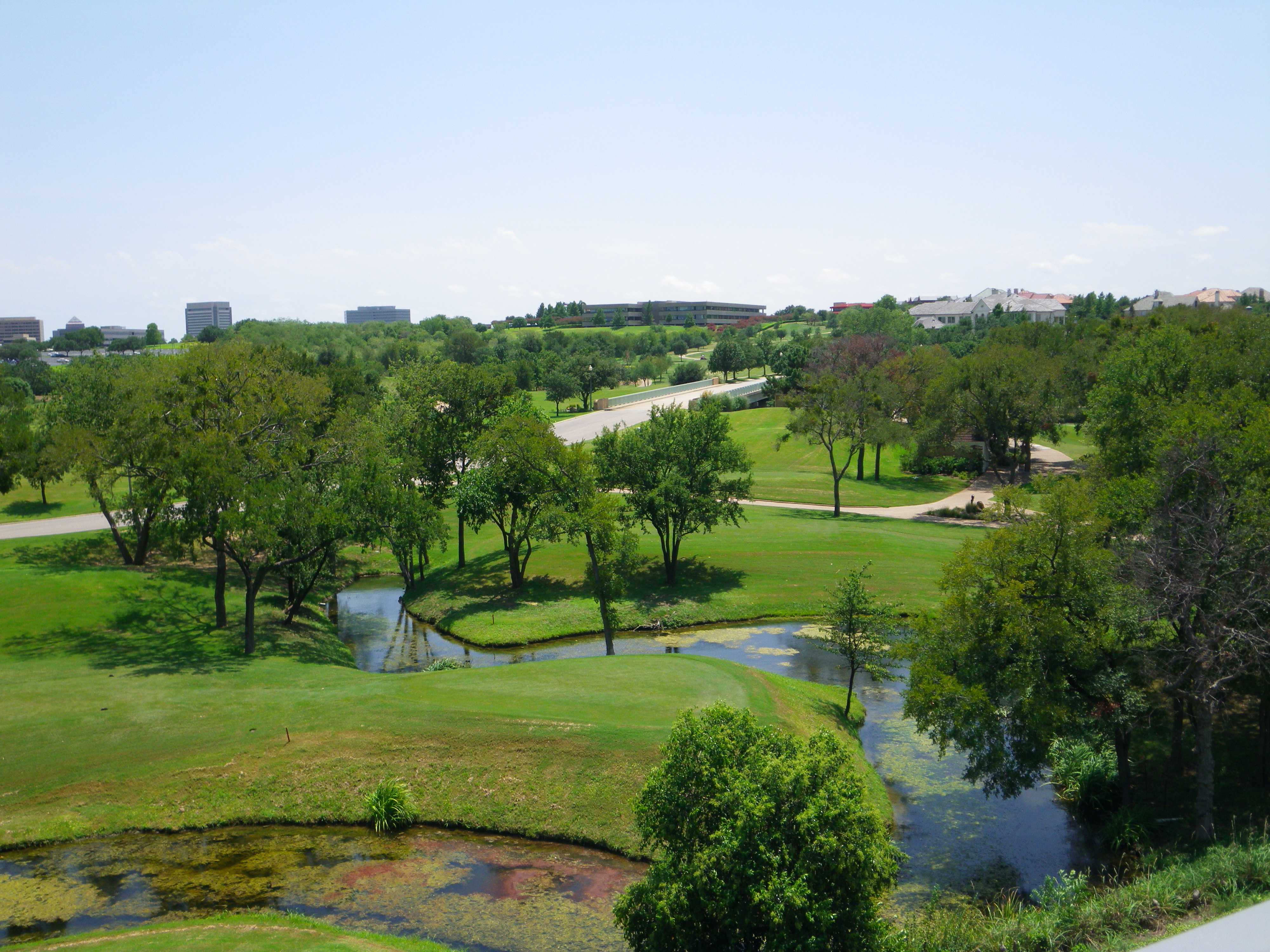
Las Colinas

Deze banen maken veelal deel uit van een resort.
- TPC Cancun, Cancún, Mexico: Nick Price Course en Tom Fazio Course
- TPC Blue Monster at Doral, Doral, Florida
- TPC Deere Run, Silvis, Illinois
- TPC Harding Park, San Francisco, Californië
- TPC Four Seasons Las Colinas, Irving, Texas
- TPC Las Vegas, Las Vegas, Nevada
- TPC Louisiana, New Orleans, Louisiana
- TPC Myrtle Beach, Myrtle Beach, South Carolina
- TPC San Antonio, San Antonio, Texas (2010)
  - AT&T Canyons Course, ontworpen door Pete Dye en Bruce Lietzke
  - AT&T Oaks Course, ontworpen door Greg Norman en Sergio García
- TPC at Sawgrass, Ponte Vedra Beach, Florida: THE PLAYERS Stadium Course en de Dye's Valley Course
- TPC Scottsdale, Scottsdale, Arizona: Stadium Course en Champions Course
- TPC Stadium Course at PGA West, La Quinta, Californië
- TPC Tampa Bay, Lutz, Florida
- The Old White TPC, White Sulphur Springs, West Virginia